# اروسکی
اروسکی (انگلیسی: Eroski) شرکت خرده‌فروشی اسپانیایی است، که در سال ۱۹۶۹ تأسیس شد.